# Kvindegymnastikkens udvikling i Danmark
Kvindegymnastikkens udvikling i Danmark er en dansk dokumentarfilm fra 1953 med instruktion og manuskript af Henning Ørnbak.

## Handling
Rekonstruktion af de vigtigste øvelser i kvindegymnastikkens inden for de fire mest anvendte systemer i tiden fra 1865 til 1912: Erna Juel-Hansen, Paul Petersen, Pehr Henrik Ling og Elli Bjørkstens gymnastik. Optagelserne har fundet sted på N. Zahles Seminarium i København under ledelse af Sigrid Nutzhorn, der selv kender alle fire systemer.